# Pour la justice et le développement
Pour la justice et le développement (en somalien Ururka Caddaalada iyo Daryeelka, abrégée en UCID) est un parti politique Somalilandais fondé en 2001 par Faysal Ali Warabe et Abdirahman Mohamed Abdullahi, et actuellement dirigé par ce premier. Il s'agit du plus vieux parti politique du Somaliland,.

## Résultats
| Année | Voix    | %     | Rang | Élus    | +/-           |
| ----- | ------- | ----- | ---- | ------- | ------------- |
| 2005  | 180 545 | 26,93 | 3e   | 21 / 82 | Nv            |
| 2021  |         |       |      | 21 / 82 | en stagnation |